# EMD GP40-2
La EMD GP40-2 es una locomotora diésel-eléctrica de cuatro ejes fabricada por General Motors Electro-Motive Division como parte de la línea Dash 2 entre abril de 1972 y diciembre de 1986.  Como motor principal posee un EMD 645E3 de 16 cilindros el cual genera 3000 hp (2,2 MW).

## Producción

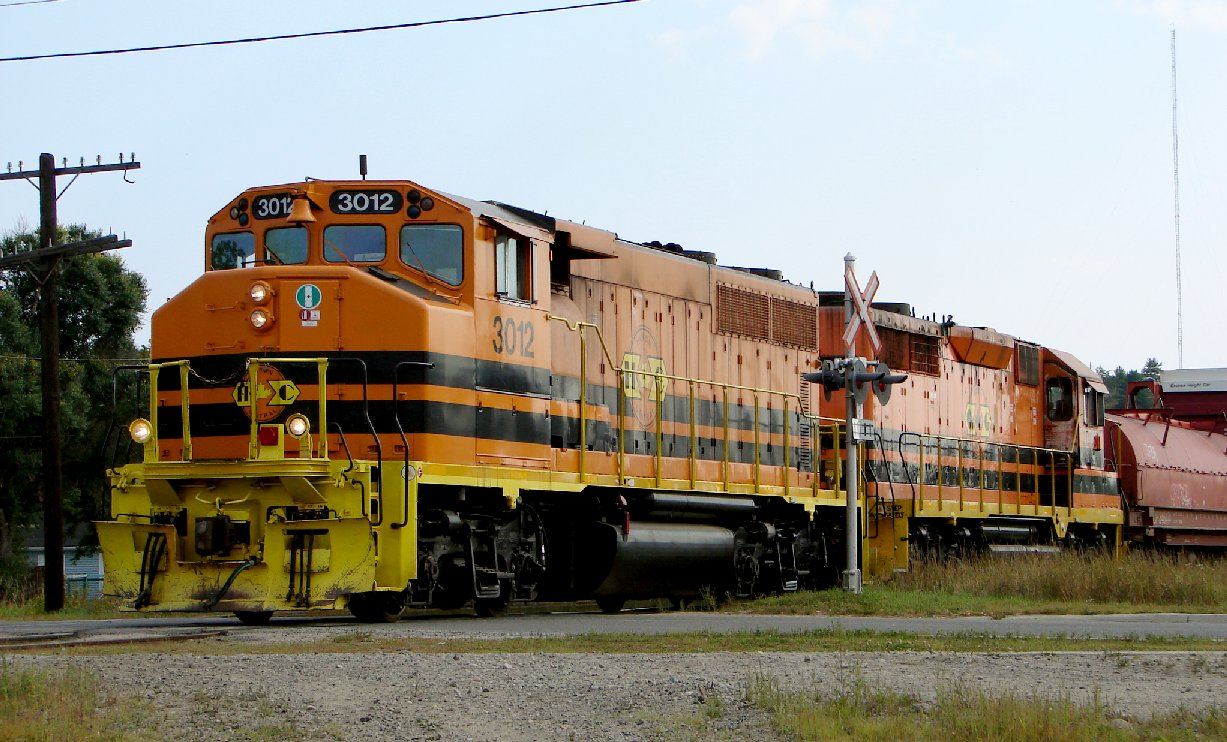
Una GP40-2W del Huron Central Railway.

La producción de la GP40-2 estándar totalizó 861 unidades, siendo 817 para los ferrocarriles estadounidenses y 44 para los ferrocarriles mexicanos. Adicionalmente, tres GP40P-2, versión para trenes de pasajeros de la GP40-2, fueron construidas para el Southern Pacific en 1974, y 279 unidades GP40-2L(W) y GP40-2(W), equipadas con cabina ancha, fueron fabricadas por General Motors Diesel (GMD), para el Canadian National y el GO Transit entre 1974 y 1976. De las unidades del CN, 233 fueron construidas con un chasis más alto y ligero para poder colocar un tanque de combustible más grande (la "L" es por chasis liviano).  Estas unidades fueron oficialmente clasificadas como GP40-2L pero son conocidas como GP40-2L(W). El resto de la flota del CN, 35 unidades, y las 11 unidades de la flota del GO Transit, usaron los chasis estándar y tanques de combustible más chicos; a menudo se las conoce como GP40-2(W) pero fueron clasificadas como GP40-2. La producción total de la GP40-2 y sus variantes totalizó 1143 unidades. 
A pesar de que la GP40-2 fue un éxito de ventas, se vendió en menor cantidad que el anterior modelo GP40 y los modelos contemporáneos GP38-2 y SD40-2. La popularidad de las locomotoras de alta potencia de 4 ejes comenzó a declinar con la GP40-2, ganándola los modelos de 6 ejes por sus mejores prestaciones a bajas velocidades trabajando como slug..

## Prestaciones
Al igual que la SD40-2, la GP40-2 tiene una larga reputación por su confiabilidad, y un gran número de GP40-2 todavía están en servicio. Algunos cambios sobre la GP40, como un mejorado sistema modular electrónico mejoraron la fiabilidad sobre la GP40. Su alta potencia por eje, sin embargo, se adapta mejor al servicio a alta velocidad, en lugar del transporte de cargas a baja velocidad, en el que es propenso a que sus ruedas patinen. Teniendo la más antigua GP40-2 más de 30 años de edad, muchas (notablemente las GP40-2L) han sido retiradas del servicio en los ferrocarriles Clase 1 y vendidas a ferrocarriles regionales o de línea corta.

## Características

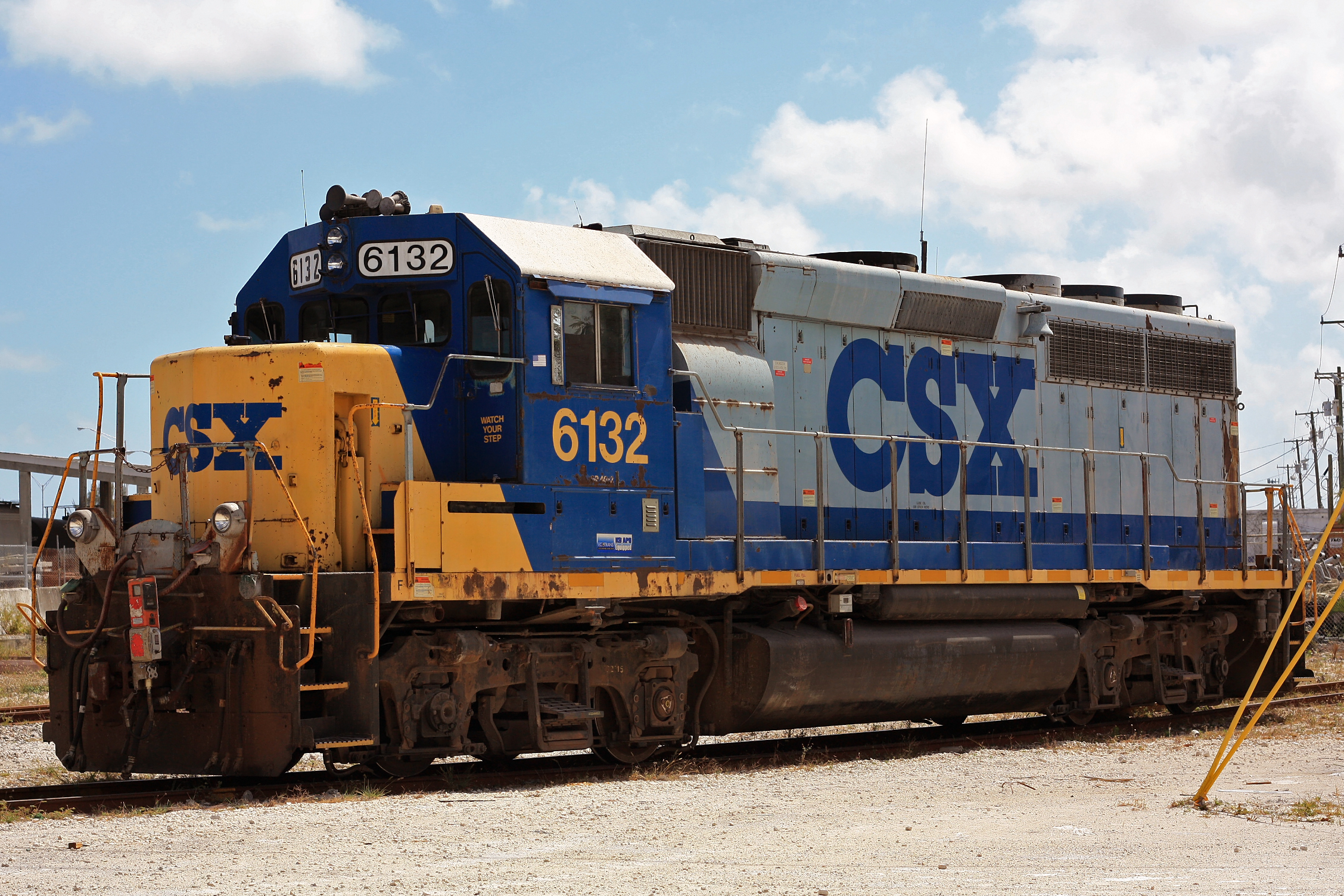
Una CSX GP40-2

La carrocería de la GP40-2 mantienen las líneas espartanas de otras locomotoras de EMD de la misma época, con una trompa biselada, una cabina angulosa y un techo inclinado. Tiene tres grandes ventiladores de radiador en la parte trasera y un solo ventilador en el medio para el freno dinámico (si está equipado con éste). La toma de aire para los radiadores son más pequeñas que las que poseen las posteriores GP50, y en los extremos carece de los "porches" de la SD40-2 de seis ejes.
El GP40-2 se puede distinguir de la anterior GP40 por la forma ovalada del visor de nivel de agua en la parte trasera derecha del capó largo; caja de baterías atornilladas (en vez de abisagradas) delante de la cabina; conducto del soplador alargado; y varios detalles estéticos menores en las tomas de aire frontales y en las puertas traseras del capó. Cierto número de GP40-2 también fueron equipados con el nuevo boje Blomberg tipo M, con freno simple, pastillas de goma sustituyendo a la ballesta central y amortiguadores sobre cada eje.

## Fases

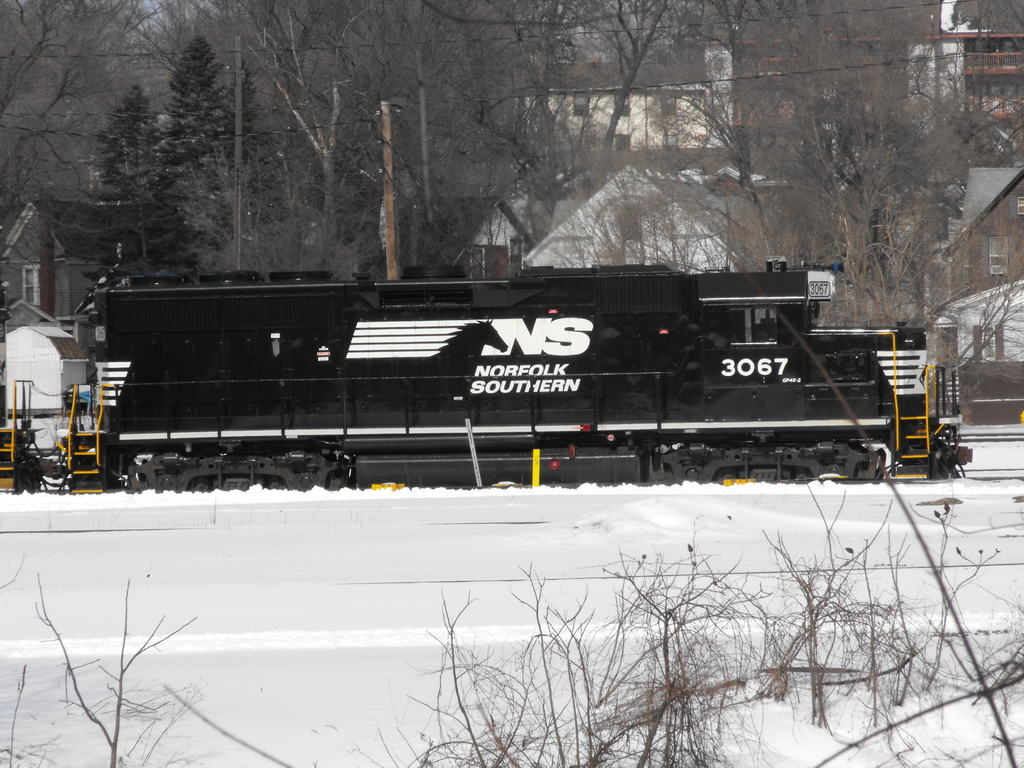
Norfolk Southern GP40-2 #3067 asentada en NS Botford en el invierno.

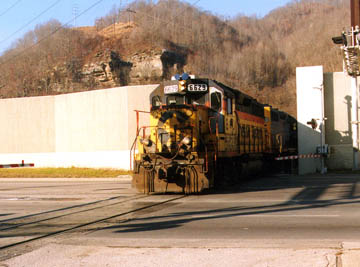
La GP40-2 N° 6629 del Chessie System atraviesa la pared contra inundaciones en Harlan, Kentucky.

Se hicieron varios cambios menores en las GP40-2 a lo largo de su producción:
- Fase 1: 1972-1976. Tomas de aire de los radiadores tipo rejilla de alambre, capó corto de 2,05 m, frente de las cajas de baterías atornilladas, paneles laterales de la cabina atornillados.
- Fase 2a: 1977-principios de 1979. Tomas de aire de los radiadores de metal corrugado. Modificaciones de la Federal Railroad Administration (FRA) en la cabina, lo cual necesitó un capó de 2,23 m, nuevas bisagras en las cajas de baterías.
- Fase 2b: principios de 1979-fines de 1979. Paneles laterales de la cabina soldados.
- Fase 2c: fines de 1979-1981. Silenciador de escape y "ventiladores-Q" de EMD.
- Fase 3: 1984-1986. Nuevo conducto del soplador más grande, frente de la caja de baterías con bisagras, chasis de perfil recto.

## Compradores originales
| Propietario                                    | Cantidad | Números                                                           | Notas                                                                 |
| ---------------------------------------------- | -------- | ----------------------------------------------------------------- | --------------------------------------------------------------------- |
| Atlanta and West Point Rail Road               | 1        | 733                                                               | al Seaboard System Railroad                                           |
| Alaska Railroad                                | 15       | 3000–3005, 3007–3015                                              | la 3000 fue renumerada como 3006                                      |
| Baltimore and Ohio Railroad                    | 218      | 4100–4162, 1977, GM50, 4185–4256, 4287–4311, 4322–4351, 4422–4447 | pintura del Chessie System                                            |
| Boston and Maine Railroad                      | 18       | 300–317                                                           |                                                                       |
| Chesapeake and Ohio Railway                    | 95       | 4165–4184, 4267–4281, 4372–4421                                   | pintura del Chessie System                                            |
| Ferrocarril Chihuahua al Pacífico              | 29       | 1008–1036                                                         |                                                                       |
| Conrail                                        | 124      | 3280–3403                                                         | al CSX y Norfolk Southern Railway                                     |
| Denver and Rio Grande Western Railroad         | 37       | 3094–3130                                                         |                                                                       |
| Department of Transportation                   | 1        | 003                                                               |                                                                       |
| Detroit, Toledo and Ironton Railroad           | 20       | 406–425                                                           | al Grand Trunk Western Railroad 6406–6425.                            |
| Florida East Coast Railway                     | 24       | 411–434                                                           | las 433 al 434 fueron las últimas construidas                         |
| Georgia Railroad                               | 2        | 755–756                                                           | al Seaboard System Railroad                                           |
| Kansas City Southern Railway                   | 4        | 796–799                                                           |                                                                       |
| Louisville and Nashville Railroad              | 17       | 6600–6616                                                         | pintura del Family Lines, al Seaboard System Railroad                 |
| Reading Company                                | 5        | 3671–3675                                                         |                                                                       |
| Richmond, Fredericksburg and Potomac Railroad  | 7        | 141–147                                                           | al CSX                                                                |
| St. Louis – San Francisco Railway (“Frisco”)   | 25       | 750–774                                                           | al Burlington Northern 3040–3064                                      |
| St. Louis Southwestern Railway (“Cotton Belt”) | 56       | 7248–7273, 7628–7657                                              |                                                                       |
| Seaboard Coast Line Railroad                   | 26       | 1636–1656. 6617–6621                                              | 6617–6621 pintura del Family Lines; todas al Seaboard System Railroad |
| Ferrocarril Sonora-Baja California             | 15       | 2104–2112, 2309–2314                                              |                                                                       |
| Southern Pacific Transportation Company        | 68       | 7240–7247, 7608–7627, 7658–7677, 7940–7959                        |                                                                       |
| Texas, Oklahoma and Eastern Railroad           | 3        | D15–D16, D20                                                      |                                                                       |
| Western Maryland Railway                       | 35       | 4257–4261,4312–4321, 4352–4371                                    | pintura del Chessie System                                            |
| Western Pacific Railroad                       | 15       | 3545–3559                                                         |                                                                       |
| Western Railway of Alabama                     | 1        | 708                                                               | al Seaboard System Railroad                                           |

### Unidades construidas por General Motors Diesel, Canadá
| Ferrocarril               | Cantidad | Números                 | Notas |
| ------------------------- | -------- | ----------------------- | --- |
| Canadian National Railway | 268      | CN 9400–9667, 9668–9677 | CN 9400–9632 son GP40-2L, 9633–9677 son GP40-2W. CN 9668–9677 son antiguas unidades del GO Transit compradas en 1991. |
| GO Transit                | 11       | GO 700–710              | Diez al CN 9668–9677 en 1991. Una (703) al Miami Tri-Rail, luego vendida al Aberdeen, Carolina & Western #703.        |
| Total                     | 279      |                         | |

### GP40P-2

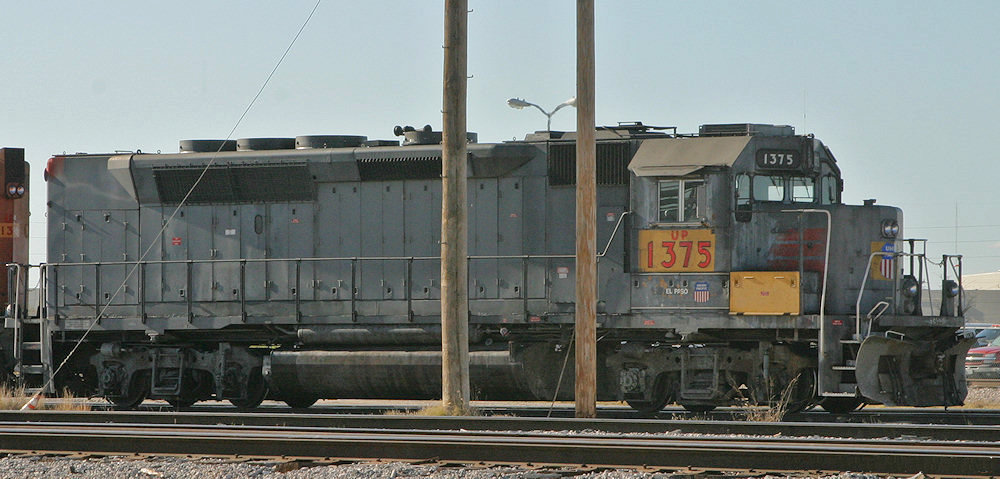
UP (ex SP) GP40P-2 #1375 en San Antonio, Texas, enero de 2007

| Ferrocarril                             | Cantidad | Números   | Notas |
| --------------------------------------- | -------- | --------- | ----- |
| Southern Pacific Transportation Company | 3        | 3197-3199 |       |
| Total                                   | 3        |           |       |